# Zuidwestfaals voetbalkampioenschap 1922/23
In 1922/23 werd het eerste Zuidwestfaals voetbalkampioenschap gespeeld, dat georganiseerd werd door de West-Duitse voetbalbond. 
De West-Duitse competities werden gespreid over 1922 tot 1924. Er kwam wel ook in 1923 al een eindronde waardoor de kampioenen van de heenronde na dit seizoen mochten aantreden in de eindronde, er vond dus ook geen degradatie plaats omdat er nog een terugronde was in 1923/24.
Jahn Siegen werd kampioen en plaatste zich voor de West-Duitse eindronde. De club versloeg SV Kurhessen 1893 Cassel en verloor dan van 1. Bielefelder FC Arminia.

## Gauliga
| Plaats | Club                  | Wed. | W | G | V | Saldo | Ptn. |
| ------ | --------------------- | ---- | - | - | - | ----- | ---- |
| 1.     | FC Jahn Siegen        | 7    |   |   |   | 20:7  | 11:3 |
| 2.     | Eppenhausener FC 1911 | 7    |   |   |   | 26:11 | 11:3 |
| 3.     | TSV Hagen 1860        | 7    |   |   |   | 21:13 | 9:5  |
| 4.     | VfB 07 Weidenau       | 7    |   |   |   | 8:8   | 8:6  |
| 5.     | TuS Gevelsberg        | 7    |   |   |   | 12:12 | 7:7  |
| 6.     | SV 07 Siegen          | 7    |   |   |   | 10:13 | 6:8  |
| 7.     | FC 1908 Neheim        | 7    |   |   |   | 11:23 | 2:12 |
| 8.     | TuS Wetter 1910       | 7    |   |   |   | 6:27  | 2:12 |

|  | Play-off titel |

Finale
|  |                |       |                       |  |
|  | FC Jahn Siegen | 2 – 1 | Eppenhausener FC 1911 |  |
|  |                |       |                       |  |